# Regelbau H687

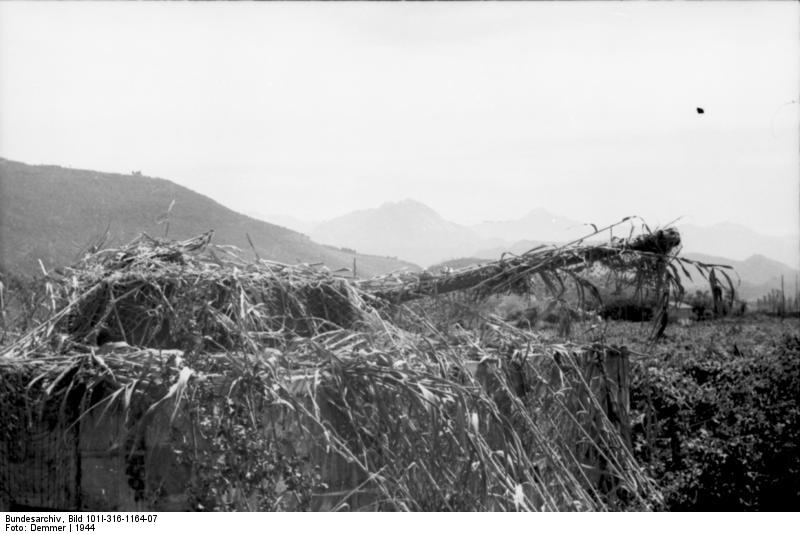
Casemate de type H687 en Italie.

La casemate de type Regelbau H687 est une casemate répondant au standard Regelbau. Elle est composée d'un abri en béton surmonté d'une tourelle de char Panther.

## Construction
La configuration d'origine comprenait une structure métallique préfabriquée de deux étages, développée par l'OT pour accélérer la construction dans des endroits éloignés. Sa construction nécessite d'excaver 230 m3 de terre et de couler 175 m3 de béton.
Il y avait des problèmes significatifs pour construire ces structures compliquées dans des zones montagneuses reculées telles que les Vosges et les plaines rhénanes par temps froid et humide. En novembre 1944, une casemate souterrain en bois plus simple fut développée sur le Rhin-Festung Pioniere.
La lettre H indique qu'il était destiné à un usage par la Heer.

## Architecture
La casemate est composée d’une casemate en béton sur laquelle est installée une tourelle de char Panther. Par manque de béton, la structure peut être en acier. Le poste de combat peut accueillir trois hommes.

## Armement
Les tourelles Panther armées d’un canon de 75 mm étaient soit cannibalisées à partir de blindés endommagés ou déclassés, soit étaient des Ostwallturme (tourelles du mur Est) sur mesure avec une armure de toit épaissie.

## Exemplaires
Ce bunker fut initialement déployé en Italie en avril 1944 et s'est avéré très efficace dans la défense de la ligne gothique. Il fut également utilisé dans la région du Rhin-Stellung.
Un total de 143 exemplaires furent fabriqués. Sur la ligne défensive des Vosges, 49 exemplaires furent coulés en novembre 1944. Cependant, l'offensive alliée frappa avant que les tourelles ne soient achevées, des bunkers avaient été coulés. Au moins une tourelle et d'autres composants ont été perdus. Dans la région d'Aix-la-Chapelle, les travaux ont commencé en septembre 1944 avec des plans pour déployer 40 Pantherturme avec 17 sur des bunkers en béton et le reste sur de l'acier.